# Coppa Intertoto 1974
La Coppa Intertoto 1974, detta anche Coppa d'Estate 1974, è stata l'ottava edizione di questa competizione (la quattordicesima, contando anche quelle della Coppa Rappan) gestita dalla SFP, la società di scommesse svizzera.
Non era prevista la fase finale fra le vincitrici della fase a gironi della fase estiva. Le squadre che si imponevano nei singoli raggruppamenti venivano considerate tutte vincenti a pari merito e ricevevano, oltre ad un piccolo trofeo, un cospicuo premio in denaro.

## Partecipanti
| Nazione                   | Squadra                                                                                | Campionato | Note |
| ------------------------- | -------------------------------------------------------------------------------------- | --- | --- |
| Cecoslovacchia (bandiera) | Slovan Bratislava Slavia Praga Baník Ostrava Spartak Trnava VSS Košice Bohemians Praga | Campione di Cecoslovacchia 1973-74 3º campionato di Cecoslovacchia 1973-74 4º campionato di Cecoslovacchia 1973-74 7º campionato di Cecoslovacchia 1973-74 9º campionato di Cecoslovacchia 1973-74 12º campionato di Cecoslovacchia 1973-74 | Vincitrice Coppa di Cecoslovacchia 1973-74,Vincitrice della Coppa Intertoto Girone 2 nell'anno precedente |
| Germania (bandiera)       | Fortuna Düsseldorf Kaiserslautern Hertha Berlino Amburgo Duisburg                      | 3º campionato di Germania Ovest 1973-74 6º campionato di Germania Ovest 1973-74 8º campionato di Germania Ovest 1973-74 12º campionato di Germania Ovest 1973-74 15º campionato di Germania Ovest 1973-74                                   | Vincitrice della Coppa Intertoto Girone 3 nell'anno precedente                                            |
| Svizzera (bandiera)       | Zurigo Grasshoppers Winterthur Neuchâtel Xamax                                         | Campione di Svizzera 1973-74 Vicecampione di Svizzera 1973-74 4º campionato di Svizzera 1973-74 7º campionato di Svizzera 1973-74 | Vincitrice della Coppa Intertoto Girone 4 nell'anno precedente                                            |
| Polonia (bandiera)        | Górnik Zabrze Legia Varsavia Wisła Cracovia ŁKS                                        | Vicecampione di Polonia 1973-74 4º campionato di Polonia 1973-74 5º campionato di Polonia 1973-74 7º campionato di Polonia 1973-74 | Vincitrice della Coppa Intertoto Girone 8 nell'anno precedente                                            |
| Svezia (bandiera)         | Åtvidaberg Öster Djurgården Malmö FF AIK IFK Norrköping Landskrona BoIS Hammarby       | Campione di Svezia 1973 Vicecampione di Svezia 1973 3º campionato di Svezia 1973 4º campionato di Svezia 1973 5º campionato di Svezia 1973 6º campionato di Svezia 1973 7º campionato di Svezia 1973 8º campionato di Svezia 1973           | Vincitrice della Coppa Intertoto Girone 10 nell'anno precedente                                           |
| Austria (bandiera)        | VÖEST Linz Austria Vienna Sturm Graz Austria Salisburgo                                | Campione d'Austria 1973-74 4º campionato d'Austria 1973-74 5º campionato d'Austria 1973-74 8º campionato d'Austria 1973-74 | Vincitrice Coppa d'Austria 1973-74                                                                        |
| Danimarca (bandiera)      | Hvidovre Randers KB Vejle                                                              | Campione di Danimarca 1973 Vicecampione di Danimarca 1973 3º campionato di Danimarca 1973 4º campionato di Danimarca 1973 | Vincitrice Coppa di Danimarca 1973                                                                        |
| Francia (bandiera)        | Saint-Étienne                                                                          | Campione di Francia 1973-74 | Vincitrice Coppa di Francia 1973-74                                                                       |
| Belgio (bandiera)         | Standard Liegi                                                                         | 4º campionato del Belgio 1973-74 | |
| Portogallo (bandiera)     | Vitória Guimarães CUF Barreiro                                                         | 6º campionato di Portogallo 1973-74 8º campionato di Portogallo 1973-74 | |
| Turchia (bandiera)        | Altay                                                                                  | 6º campionato di Turchia 1973-74 | |

## Squadre partecipanti
La fase a gironi del torneo era composta da dieci gruppi di quattro squadre ciascuno, le squadre che si imponevano nei singoli raggruppamenti venivano considerate tutte vincenti a pari merito.
Rispetto alla Coppa dell'edizione precedente, le squadre dei Paesi Bassi non partecipano, mentre per la prima volta partecipa una squadra dalla Turchia.
- In giallo le vincitrici dei gironi.

| Girone | Austria            | Belgio            | Cecoslovacchia      | Danimarca | Francia       | Germania Ovest     | Polonia        | Portogallo        | Svezia                   | Svizzera        | Turchia |
| 1      | Austria Salisburgo | -                 | -                   | -         | -             | Hertha Berlino     | -              | -                 | Öster                    | Zurigo          | -       |
| 2      | -                  | -                 | -                   | -         | -             | Amburgo            | -              | Vitória Guimarães | Djurgården               | Neuchâtel Xamax | -       |
| 3      | Austria Vienna     | -                 | Slavia Praga        | -         | Saint-Étienne | -                  | -              | -                 | Malmö FF                 | -               | -       |
| 4      | -                  | Standard Liegi    | Bohemians ČKD Praga | KB        | -             | Fortuna Düsseldorf | -              | -                 | -                        | -               | -       |
| 5      | -                  | Slovan Bratislava | -                   | -         | -             | Kaiserslautern     | -              | -                 | Åtvidaberg               | Grasshoppers    | -       |
| 6      | VÖEST Linz         | -                 | Spartak Trnava      | -         | -             | -                  | Wisła Cracovia | -                 | AIK                      | -               | -       |
| 7      | -                  | -                 | -                   | Hvidovre  | -             | Duisburg           | Górnik Zabrze  | -                 | -                        | Winterthur      | -       |
| 8      | -                  | -                 | Baník Ostrava       | Vejle     | -             | -                  | Legia Varsavia | -                 | IFK Norrköping           | -               | -       |
| 9      | Sturm Graz         | -                 | VSS Košice          | Randers   | -             | -                  | ŁKS            | -                 | -                        | -               | -       |
| 10     | -                  | -                 | -                   | -         | -             | -                  | -              | CUF Barreiro      | Landskrona BoIS Hammarby | -               | Altay   |

## Risultati
Date: 16 giugno (1ª giornata), 29 giugno (2ª giornata), 6 luglio (3ª giornata), 13 luglio (4ª giornata), 20 luglio (5ª giornata) e 27 luglio 1974 (6ª giornata). Alcuni recuperi sono stati disputati fino al 10 agosto.

### Girone 1
| Squadra            | Pti | G | V | N | P | GF | GS | DR  |
| ------------------ | --- | - | - | - | - | -- | -- | --- |
| Zurigo             | 11  | 6 | 5 | 1 | 0 | 14 | 5  | +9  |
| Hertha Berlino     | 7   | 6 | 3 | 1 | 2 | 10 | 7  | +3  |
| Öster              | 4   | 6 | 2 | 0 | 4 | 7  | 8  | −1  |
| Austria Salisburgo | 2   | 6 | 1 | 0 | 5 | 3  | 14 | −11 |

|         | Zur | Her | Öst | Aus |
| ------- | --- | --- | --- | --- |
| Zurigo  |     | 3-2 | 1-0 | 5-2 |
| Hertha  | 1-1 |     | 1-0 | 2-0 |
| Öster   | 0-2 | 2-4 |     | 3-0 |
| Austria | 0-2 | 1-0 | 0-2 |     |

### Girone 2
| Squadra           | Pti | G | V | N | P | GF | GS | DR  |
| ----------------- | --- | - | - | - | - | -- | -- | --- |
| Amburgo           | 10  | 6 | 5 | 0 | 1 | 14 | 6  | +8  |
| Vitória Guimarães | 8   | 6 | 4 | 0 | 2 | 15 | 8  | +7  |
| Djurgården        | 5   | 6 | 2 | 1 | 3 | 9  | 14 | −5  |
| Neuchâtel Xamax   | 1   | 6 | 0 | 1 | 5 | 7  | 17 | −10 |

|            | Amb | Gui | Dju | Neu |
| ---------- | --- | --- | --- | --- |
| Amburgo    |     | 2-0 | 2-0 | 5-2 |
| Guimarães  | 3-1 |     | 5-0 | 5-2 |
| Djurgården | 1-3 | 3-1 |     | 4-2 |
| Neuchâtel  | 0-1 | 0-1 | 1-1 |     |

### Girone 3
| Squadra        | Pti | G | V | N | P | GF | GS | DR |
| -------------- | --- | - | - | - | - | -- | -- | -- |
| Malmö FF       | 9   | 6 | 4 | 1 | 1 | 12 | 7  | +5 |
| Slavia Praga   | 6   | 6 | 3 | 0 | 3 | 12 | 8  | +4 |
| Austria Vienna | 5   | 6 | 2 | 1 | 3 | 6  | 12 | −6 |
| Saint-Étienne  | 4   | 6 | 2 | 0 | 4 | 6  | 9  | −3 |

|               | Mal | Sla | Aus | S-É |
| ------------- | --- | --- | --- | --- |
| Malmö         |     | 3-2 | 4-1 | 3-0 |
| Slavia        | 3-0 |     | 0-1 | 3-0 |
| Austria       | 1-1 | 2-3 |     | 1-0 |
| Saint-Étienne | 0-1 | 2-1 | 4-0 |     |

### Girone 4
| Squadra             | Pti | G | V | N | P | GF | GS | DR |
| ------------------- | --- | - | - | - | - | -- | -- | -- |
| Standard Liegi      | 8   | 6 | 4 | 0 | 2 | 13 | 7  | +6 |
| Bohemians ČKD Praga | 7   | 6 | 2 | 3 | 1 | 10 | 8  | +2 |
| Fortuna Düsseldorf  | 5   | 6 | 2 | 1 | 3 | 10 | 14 | −4 |
| KB                  | 4   | 6 | 1 | 2 | 3 | 9  | 13 | −4 |

|           | Sta | Boh | For | KB  |
| --------- | --- | --- | --- | --- |
| Standard  |     | 3-0 | 4-1 | 3-1 |
| Bohemians | 3-1 |     | 4-1 | 1-1 |
| Fortuna   | 0-1 | 1-1 |     | 4-3 |
| KB        | 2-1 | 1-1 | 1-3 |     |

### Girone 5
| Squadra                 | Pti | G | V | N | P | GF | GS | DR |
| ----------------------- | --- | - | - | - | - | -- | -- | -- |
| Slovan CHZJD Bratislava | 10  | 6 | 5 | 0 | 1 | 9  | 1  | +8 |
| Kaiserslautern          | 6   | 6 | 2 | 2 | 2 | 8  | 9  | −1 |
| Grasshoppers            | 5   | 6 | 2 | 1 | 3 | 9  | 12 | −3 |
| Åtvidaberg              | 3   | 6 | 1 | 1 | 4 | 5  | 9  | −4 |

|                | Slo | Kai | Gra | Åtv |
| -------------- | --- | --- | --- | --- |
| Slovan         |     | 1-0 | 4-0 | 1-0 |
| Kaiserslautern | 1-0 |     | 3-3 | 1-0 |
| Grasshopper    | 0-1 | 3-1 |     | 3-2 |
| Åtvidaberg     | 0-2 | 2-2 | 1-0 |     |

### Girone 6
| Squadra            | Pti | G | V | N | P | GF | GS | DR  |
| ------------------ | --- | - | - | - | - | -- | -- | --- |
| Spartak TAZ Trnava | 8   | 6 | 3 | 2 | 1 | 7  | 5  | +2  |
| VÖEST Linz         | 7   | 6 | 3 | 1 | 2 | 13 | 7  | +6  |
| Wisła Cracovia     | 7   | 6 | 2 | 3 | 1 | 7  | 5  | +2  |
| AIK                | 2   | 6 | 1 | 0 | 5 | 5  | 15 | −10 |

|         | Spa | Lin | Wis | AIK |
| ------- | --- | --- | --- | --- |
| Spartak |     | 2-1 | 0-0 | 2-1 |
| Linz    | 1-0 |     | 2-0 | 6-1 |
| Wisła   | 2-2 | 1-1 |     | 1-0 |
| AIK     | 0-1 | 3-2 | 0-3 |     |

### Girone 7
| Squadra       | Pti | G | V | N | P | GF | GS | DR  |
| ------------- | --- | - | - | - | - | -- | -- | --- |
| Duisburg      | 9   | 6 | 4 | 1 | 1 | 24 | 10 | +14 |
| Górnik Zabrze | 6   | 6 | 2 | 2 | 2 | 14 | 17 | −3  |
| Winterthur    | 5   | 6 | 2 | 1 | 3 | 11 | 15 | −4  |
| Hvidovre      | 4   | 6 | 1 | 2 | 3 | 8  | 15 | −7  |

|            | Dui | Gór | Win | Hvi |
| ---------- | --- | --- | --- | --- |
| Duisburg   |     | 6-1 | 4-0 | 6-2 |
| Górnik     | 3-3 |     | 1-3 | 3-0 |
| Winterthur | 2-4 | 3-4 |     | 1-0 |
| Hvidovre   | 2-1 | 2-2 | 2-2 |     |

### Girone 8
| Squadra           | Pti | G | V | N | P | GF | GS | DR |
| ----------------- | --- | - | - | - | - | -- | -- | -- |
| Baník Ostrava OKD | 9   | 6 | 3 | 3 | 0 | 8  | 3  | +5 |
| Legia Varsavia    | 8   | 6 | 3 | 2 | 1 | 11 | 4  | +7 |
| Vejle             | 4   | 6 | 1 | 2 | 3 | 4  | 9  | −5 |
| IFK Norrköping    | 3   | 6 | 1 | 1 | 4 | 4  | 11 | −7 |

|            | Ban | Leg | Vej | Nor |
| ---------- | --- | --- | --- | --- |
| Banik      |     | 1-1 | 2-0 | 1-0 |
| Legia      | 1-1 |     | 2-0 | 2-0 |
| Vejle      | 0-0 | 0-4 |     | 1-1 |
| Norrköping | 1-3 | 2-1 | 0-3 |     |

### Girone 9
| Squadra    | Pti | G | V | N | P | GF | GS | DR  |
| ---------- | --- | - | - | - | - | -- | -- | --- |
| VSS Košice | 10  | 6 | 4 | 2 | 0 | 21 | 6  | +15 |
| ŁKS        | 6   | 6 | 2 | 2 | 2 | 8  | 13 | −5  |
| Randers    | 5   | 6 | 2 | 1 | 3 | 12 | 11 | +1  |
| Sturm Graz | 3   | 6 | 1 | 1 | 4 | 6  | 17 | −11 |

|         | Koš | ŁKS | Ran | Stu |
| ------- | --- | --- | --- | --- |
| Košice  |     | 1-1 | 6-1 | 6-0 |
| ŁKS     | 1-3 |     | 1-1 | 1-0 |
| Randers | 1-3 | 5-0 |     | 0-1 |
| Sturm   | 2-2 | 3-4 | 0-4 |     |

### Girone 10
| Squadra         | Pti | G | V | N | P | GF | GS | DR |
| --------------- | --- | - | - | - | - | -- | -- | -- |
| CUF Barreiro    | 8   | 6 | 3 | 2 | 1 | 8  | 5  | +3 |
| Landskrona BoIS | 7   | 6 | 2 | 3 | 1 | 9  | 5  | +4 |
| Altay           | 5   | 6 | 1 | 3 | 2 | 6  | 9  | −3 |
| Hammarby        | 4   | 6 | 1 | 2 | 3 | 7  | 11 | −4 |

|              | Bar | Lan | Alt | Ham |
| ------------ | --- | --- | --- | --- |
| CUF Barreiro |     | 1-0 | 2-0 | 1-0 |
| Landskrona   | 1-1 |     | 1-1 | 4-0 |
| Altay        | 2-1 | 1-1 |     | 2-2 |
| Hammarby     | 2-2 | 1-2 | 2-0 |     |